# Pont National
Pont National jest to most drogowo-kolejowy położony na rzece Sekwanie w Paryżu. Most łączy bulwar Poniatowskiego położony w 12 okręgu Paryża z bulwarem Massena położonym w 13 okręgu. Łączna długość mostu wynosi 188,5 metra, a cała konstrukcja utrzymywana jest przez pięć łuków.
Najbliższą stacją paryskiego metra jest Cour Saint-Émilion.

## Historia
Pont National został zbudowany w latach 1852–1853 jako most kolejowy który miał połączyć fortyfikacje, które znajdowały się po dwóch brzegach Sekwany. Architektami którzy stworzyli plany mostu byli E. Couche, Petit, Gaspard, oraz Netter. Do 1870 nazywany był „mostem Napoleona III”. Po upadku drugiego cesarstwa nazwany „Pont National”.